# قومية جديدة
القومية الجديدة (بالإنجليزية: Neo-nationalism)‏ هي نوع من القومية نشأت في منتصف عقد 2010 في أوروبا وأمريكا الشمالية وإلى حد ما في مناطق أخرى. ترتبط القومية الجديدة بالعديد من المواقف السياسية، مثل الشعبوية اليمينية، المناهضة للعولمة،  الأهلانية، الحمائية، معارضة الهجرة، معارضة الإسلام والمسلمين، الصينوفوبيا، والشكوكية الأوروبية. وفقًا لأحد الباحثين، «تحولت المقاومة القومية لليبرالية العالمية إلى القوة الأكثر نفوذاً في السياسة الغربية» في عام 2016. تشمل التعبيرات البارزة بشكل خاص عن القومية الجديدة التصويت على خروج بريطانيا من الاتحاد الأوروبي في استفتاء عضوية الاتحاد الأوروبي للمملكة المتحدة 2016 وكذلك في الانتخابات الرئاسية الأمريكية 2016 عندما أصبح دونالد ترامب رئيسا للولايات المتحدة.

## المنشأ
تُعتبر القومية الجديدة ظاهرة أوروبا الغربية. تعود أصولها إلى فترة ما بعد الحرب الباردة والتغيرات التي أدخلتها المرحلة الثالثة من العولمة على دول أوروبا الغربية. وقد أدى التكامل والتوسيع في الاتحاد الأوروبي إلى نشوء سلسلة من الأنشطة الاقتصادية والاجتماعية والسياسية التي تسبّبت في إثارة الشكوك على المستوى الفردي والجمعي. شكَّل تمكين الاتحاد الأوروبي بتمديد عضويته والاستفتاءان بشأن الدستور الأوروبي فكرة شبه دولة في طور التكوين وأمة عالمية في ظل الديمقراطية الليبرالية بوصفها الأيديولوجية السياسية الوحيدة التي تحكم تلك الدولة. بعد رفض الاستفتاء على معاهدة تأسيس دستور الاتحاد الأوروبي، نظر أنصار القومية الجديدة إلى تفويض السيادة الوطنية إلى الاتحاد الأوروبي باعتباره عملًا استراتيجيًا يهدف إلى تراكم السلطة التي تقوّض السيادة الوطنية للدول وحقها في تقرير المصير.

## عناصر خارجية
شكّلت الأحداث الدرامية التي ميّزت العالم الإسلامي في الثمانينات، مثل الثورة الإيرانية واغتيال السادات وموت رئيس الباكستان، بداية الهجرة المتزايدة إلى دول أوروبا الغربية. أثارت المشاكل التي واجهها المهاجرون فيما يتعلق بوصولهم والإقامة والإندماج داخل المجتمع المحلي، عملية إعادة هيكلة البرنامج السياسي لوضع تعديلات من شأنها جمع تنوع المهاجرين. أدَّى إدراج «المبادئ الأجنبية» إلى جانب العناصر التقليدية التي تشكل طابع الدولة المضيفة كمعايير للسياسة إلى الشعور بالتهديد الذي يشعر به القوميون الجُدد. تُعرف هذه العملية على أنها «الأسلمة» التي تحولت إلى عامل تفسيري لسلوك جمعي دفاعي محدد.
أدَّت الصراعات والعنف الذي أعقب زعزعة الاستقرار السياسي في بعض الدول الإسلامية إلى تصنيف الإسلام على أنه ذو طابع معاد للديمقراطية والحداثة إذ يتعارض مع الديمقراطية الليبرالية الغربية. بعد هجمات 11 سبتمبر، ارتبط الإسلام بهذا السلوك. وقد أدَّى الشعور «بالخطر الإسلامي» على المجتمعات الحديثة وثقافتها التي انتشرت على طول دول أوروبا الغربية، إلى زيادة الوعي الوطني والاعتزاز من حيث الثقافة والفنون الشعبية والحاجة إلى حماية الهوية الثقافية الوطنية.

## جذور القومية
تُعتبر القومية الجديدة خليفة القومية الكلاسيكية. ينظر كل من القوميون والقوميون الجُدد على حد سواء إلى الأمة باعتبارها أسرة واحدة، لكنهم يختلفون في معايير الانتساب. يرى القوميون أن الدولة والأمة أسرة يرتبط أفرادها ارتباطًا لا ينفصم على أساس التجانس الإثني أو العِرقي أو الجيني أو الديني أو الثقافي كمعايير للانتماء. وعلى النقيض من ذلك، فإن القوميين الجدد يعتبرون الارتباط التاريخي العامل الرئيسي في منح العضوية للأسرة الوطنية، وهو ما يجعلها شاملة ومختلفة اختلافًا جوهريًا عن سابقاتها من حيث الشمولية.
وعلى النقيض من القومية الكلاسيكية، فإن القومية الجديدة لا تأخذ الانتماء الإثني والعِرقي لتكوين نظام هرمي من حيث «الصواب» و «الخطأ». ذلك أن الفرق الأساسي الذي يجعل القوميين الجدد يبتعدون عن سابقيهم هو موقفهم من الاختلافات والعلاقة بين مختلف الجماعات والسلوك. تكمن فكرة الأداء الصحيح «البياض» في صلب القومية الرومانسية استنادًا إلى المبادئ الراسخة في الغرب التي تستخدم كمعيار عالمي للسلوك العام، والتي تُعتبر نموذجًا للتطبيق العالمي حظيت فيه الإجراءات التبشيرية والاستعمار تبريرًا في الماضي. وعلى النقيض من ذلك، يرى القوميون الجدد أن السلوك الصحيح بين أفراد المجتمع المدني يقوم على أساس المعاملة بالمثل. ولا ينبغي صياغة الاختلافات على أنها مشكلة تتطلب اتخاذ إجراءات للتغلب عليها. وبما أن الاختلافات تعطى بطبيعة الحال وتشكل جزءًا من هوية الفرد والهوية الجماعية، فإنه ينبغي إدماجها في المجتمع المدني على أساس التسامح والاحترام المتبادلين، دون وضع نظام هرمي لتقديم مطالبات معيارية وتصنيف «جيد» أو «سيئ». وهي تشدد في جوهرها على التماسك المجتمعي بدلًا من النقاء/تماسك الجماعة.
استنادًا إلى التساهل والاحترام بين القوميين الجدد المتنوعين، يروا أنه ينبغي منح المهاجرين الحقوق الأساسية للعيش وفقًا لخلفيتهم الثقافية، لكن من المتوقع في الوقت نفسه أن يندمجوا في المجتمع المدني المحلي معتمدين المبادئ الأساسية للثقافة الغربية. وفي الأساس، تأخذ القومية الجديدة موقفًا دفاعيً قويًا عن المساواة بين الجنسين. استنادًا إلى المدونة الإسلامية التي لا تضع الرجل والمرأة على وضع متساو وتصنف المثلية الجنسية باعتبارها خطيئة، فإن القومية الجديدة تصرّ على الاندماج الكامل للمسلمين الراغبين بالانضمام إلى دول أوروبا الغربية مع المبادئ الحديثة للمساواة بين الجنسين.